# دوبرانی (ناحیه پلزن-جنوبی)
دوبرانی (به چکی: Dobřany) یک منطقهٔ مسکونی و شهرستان دارای شهرک سابقاً روستا در جمهوری چک است که در ناحیه پلزن-جنوبی واقع شده‌است. دوبرانی ۵٬۸۸۷ نفر جمعیت دارد.

## خواهرخوانده
شهر برژیتسه خواهرخواندهٔ دوبرانی (ناحیه پلزن-جنوبی) هست.